# Winton C. Hoch
Winton C. Hoch (Storm Lake, 31 luglio 1905 – Santa Monica, 20 marzo 1979) è stato un direttore della fotografia statunitense.

## Biografia
Nato nello Iowa, si trasferì dopo gli studi superiori in California dove nel 1931 conseguì la laurea in Chimica presso il California Institute of Technology e cominciò a lavorare presso la Technicolor, sviluppando il processo di lavorazione delle pellicole a colori. Nel cinema poté quindi applicare la sua conoscenza tecnica sulla tricromia diventando uno dei più acclamati direttori della fotografia a colori (non lavorò mai su film in bianco e nero) degli studi di Hollywood. 
Il suo primo lungometraggio fu Dr. Cyclops nel 1940; dopo due film sull'aviazione si arruolò nella marina militare filmando attività belliche anche segrete, tra cui una serie di riprese dei test atomici presso la struttura di Los Alamos.
Dopo la guerra tornò a Hollywood con La quercia dei giganti e con In nome di Dio, prima collaborazione con il regista John Ford. Nel 1949 vinse il primo dei suoi tre Oscar alla migliore fotografia per Giovanna d'Arco e vinse nuovamente l'anno successivo con I cavalieri del Nord Ovest diretto da John Ford; nel 1952 ottenne il terzo Oscar, sempre grazie a un film di Ford, Un uomo tranquillo. L'ultima collaborazione con John Ford fu Sentieri selvaggi (1956).
A partire dal 1959 si legò artisticamente al regista e produttore Irwin Allen, curando la fotografia di alcuni film d'avventura e film di guerra e vincendo un Premio Emmy per la serie televisiva Viaggio in fondo al mare, spin-off dell'omonimo lungometraggio del 1961.

## Filmografia parziale
- Dr. Cyclops, regia di Ernest B. Schoedsack (1940)
- Bombardieri in picchiata (Dive Bomber), regia di Michael Curtiz (1941)
- Giovanna d'Arco (Joan of Arc), regia di Victor Fleming (1948)
- Tanto caro al mio cuore (So Dear to My Heart), regia di Harold D. Schuster e Hamilton Luske (1948)
- In nome di Dio (3 Godfathers), regia di John Ford (1948)
- I cavalieri del Nord Ovest (She Wore a Yellow Ribbon), regia di John Ford (1949)
- Un uomo tranquillo (The Quiet Man), regia di John Ford (1952)
- La nave matta di Mister Roberts (Mister Roberts), regia di John Ford e Mervyn LeRoy (1955)
- Sentieri selvaggi (The Searchers), regia di John Ford (1956)
- Il pilota razzo e la bella siberiana (Jet Pilot), regia di Josef von Sternberg (1957)
- Viaggio in fondo al mare (Voyage to the Bottom of the Sea), regia di Irwin Allen (1961)
- Tre contro tutti (Sergeants 3), regia di John Sturges (1962)